# کپسول زمان

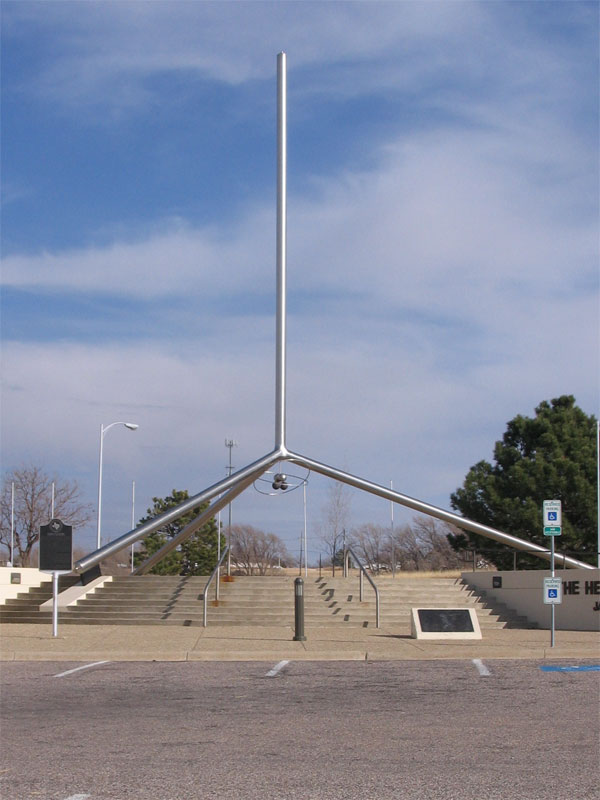
«کپسول زمان یادبود هلیم» واقع در آماریلو، تگزاس، که در سال ۱۹۶۸ ساخته شد، قرار است در سال ۲۹۶۸ (یعنی پس از ۱۰۰۰ سال) گشوده شود.

کپسول زمان (به انگلیسی: Time capsule) نهانگاه یا مخزنی است که در آن چیزهایی قرار داده می‌شود تا بعد از زمانی معین (یا گاهی نامعین) آن‌ها را باز کنند و بیرون آورند. هدف از این کار معمولاً ارتباط با تاریخ‌نویسان آینده، مردم‌شناسان آینده، و به‌طور کل با آیندگان است.

## تاریخچه
کپسول‌های زمان را می‌توان به دو دسته تقسیم کرد: هدفمند و غیرهدفمند. کپسول زمان هدفمند دارای هدف مشخصی است و معمولاً به قصد باز شدن بعد از زمان مشخصی ساخته می‌شود. کپسول‌های زمان غیرهدفمند معمولاً چیزهای باستانی هستند. کپسول زمان نمایشگاه جهانی نیویورک در سال ۱۹۳۹، توسط وستینگهاوس، به عنوان بخشی از نمایشگاه آنها، ساخته‌شد. ارتفاع آن ۹۰ فوت بود، با قطر داخلی ۶٫۵ اینچ، و وزنی معادل ۸۰۰ پوند. این کپسول شامل اقلام روزمره، مانند عروسک، قرقرهٔ نخ، یک کتاب در مورد پیشینه‌ها (تشریح کپسول و سازندگان آن)، شیشهٔ کوچکی از دانه‌های مواد غذایی اصلی، یک میکروسکوپ و یک فیلم ۱۵ دقیقه‌ای از وقایع و اخبار روزانه، نوارهای میکروفیلم متراکم‌شده از محتوای سیرز ریباک، واژه‌نامه‌ها، اصطلاح‌نامه، سانما و متون دیگر است. اولین کپسول زمان مدرن در سال ۱۹۶۵ در همان‌جای کپسول اولی ساخته‌شد. هر دو کپسول ۵۰ پا زیر زمین دفن شده‌اند. هر دو کپسول قرار است که در سال ۶۹۳۹ باز شوند. اخیراً، در سال ۱۹۸۵، وستینگهاوس کپسول کوچکتری ساخت که قرار بود در قلب نیویورک دفن شود، اما هیچ‌وقت این اتفاق نیفتاد
غار تمدن (۱۹۳۶)، در دانشگاه اگلتورپ، که قرار است که در سال ۸۱۱۳ باز شود، به‌طور کلی به عنوان اولین کپسول زمان مدرن موفق قلمداد می‌شود، اگرچه در آن زمان نام کپسول زمان بر آن نهاده نشد. جورج ادوارد پندرای اولین کسی بود که اصطلاح کپسول زمان را باب کرد.
طی دورهٔ سوسیالیزم در روسیه، کپسول‌های زمان زیادی همراه با پیام‌های برای آیندگانی که در جامعهٔ کمونیست آینده زندگی خواهند کرد، به خاک سپرده شدند.
نیوزلند شروع به کار کردن بر روی یک پروژه کپسول زمان، با عنوان «غار هزارساله» برای به‌سر رسیدن قرن ۲۰م کرد. مسولان این پروژه این کپسول را زیر یک هرم به خاک سپردند.
اخیراً، چهار کپسول در فضا به‌خاک سپرده شده‌اند. دو پلاک فضاپیماهای پایونیر و دو وویجر گلدن رکوردز فضاپیماهای وویجر به فضاپیما متصل شده‌اند که شاید در آینده‌ای دور برای فضاپیماهای آینده مفید واقع شوند. پنجمین کپسول زمان، قمر کی‌ای‌او، در سال ۲۰۱۲ راه‌اندازی خواهد شد، حامل پیام‌هایی شخصی از طرف ساکنان زمین است، برای حدود سال ۵۲۰۰۰، که دوباره کی‌ای‌او به زمین باز خواهد گشت.
جامعه بین‌المللی کپسول زمان، جهت نگهداری یک دیتابیس جهانی از همه کپسول‌های زمان موجود، تشکیل شده‌است.
کپسول زمان یاهو!، تلاشی است برای ذخیره فکرها، عکس‌ها و احساسات بسیاری از افراد در سطح جهان در سال ۲۰۰۶. مراسلاتی که توسط هزاران نفر در نوشتن، ویدئوها، صداها، و عکس‌ها جمع‌آوری شده‌است.

## انتقاد
بر طبق نظر تاریخ‌نگار کپسول زمان، ویلیام جارویس، اکثر کپسول زمان‌های عمدی، اطلاعات کاربردی زیادی را فراهم نمی‌کنند: آن‌ها معمولاً با آشغال‌های بدون کاربرد پر می‌شوند، و اطلاعات کمی در مورد مردم آن زمان بدست می‌دهند. بسیاری از کپسول‌های زمان، امروزه تنها شامل مصنوعاتی است که برای تاریخ‌نویسان آینده به‌دردبخور نیستند. تاریخ‌نگاران پیشنهاد می‌کنند که اقلامی که زندگی روزانهٔ مردمی را توصیف می‌کند که آن کپسول را ساخته‌اند، به‌عنوان مثال: یادداشت‌های شخصی، عکس‌ها، و اسناد، کمک شایانی به تاریخ‌نگاران آینده می‌کنند.
مسئلهٔ بعدی، مسئلهٔ رسانه‌هایی هستند که برای انتقال این اطلاعات به آیندگان در کپسول زمان بکار گرفته می‌شوند. برخی از این مسائل در رابطه با از رواج افتادن فناوری و کاهش کیفیت الکتریکی و مغناطیسی رسانه‌های ذخیره‌سازی است؛ و مسائل مربوط به زبان است اگر کپسول در آینده‌ای دور کشف شود. بسیاری از کپسول‌های زمانی که دفن شده‌اند و می‌شوند، امکان دارند که به علت آب‌های زیرزمینی از میان بروند.
آیا رسانه‌هایی که در کپسول زمان گذاشته می‌شوند، بعدها قابل خواندن خواهند بود یا نه؟

## در فرهنگ عمومی
در فیلم‌های زیر به کپسول‌های زمان اشاره شده‌است:
- کالامازو؟ (۲۰۰۶) به کارگردانی دیوید اومالی
- دختر ساسی من (۲۰۰۱)، به کارگردانی کواک جی یانگ
- دانش (۲۰۰۶)، به کارگردانی آلکس پرویاس
- در ابتدای فیلم پیشگویی، کپسول زمانی بدست دانش‌آموزان یک مدرسه ساخته می‌شود.